# Астраханцево
Астраха́нцево (рос. Астраханцево) — присілок у складі Кожевниковського району Томської області, Росія. Входить до складу Кожевниковського сільського поселення.

## Населення
Населення — 4 особи (2010; 15 у 2002).
Національний склад (станом на 2002 рік):
- росіяни — 93 %